# Philippe Englebert
Philippe Englebert est un homme politique et banquier d'affaires français, ancien conseiller d'Emmanuel Macron de 2020 à 2022, notamment spécialisé sur les sujets des entreprises, du numérique et des nouvelles technologies.

## Formation
Après des classes préparatoires au lycée Pierre de Fermat à Toulouse, il intègre l'ESCP, dont il est diplômé en 2015. Il obtient en parallèle un master en économie de Sciences Po et de l'École polytechnique,.

## Carrière professionnelle
Il commence sa carrière comme banquier d'affaires en 2015 au sein de la banque d'investissement américaine Goldman Sachs.
À la suite de l'élection d'Emmanuel Macron comme président de la République, il rejoint en 2017 la Direction générale du Trésor au sein du Ministère de l'Économie et des Finances où il travaille sur le financement des entreprises. Dans le cadre de ces fonctions, il est rapporteur de la mission avec Philippe Tibi sur le financement des entreprises technologiques qui aboutit à l'annonce par le président de la République, Emmanuel Macron, en septembre 2019 de la mobilisation de 5 milliards d'euros auprès des investisseurs institutionnels pour l'investissement coté et non coté dans les startups en phase de croissance,.
Au Trésor, il travaille également sur des projets d'implantation d'établissements financiers internationaux en France en assistant Christian Noyer, ancien gouverneur de la Banque de France, pour sa mission sur l'attractivité de ces institutions dans le cadre du Brexit.
Lors de la nomination de Cédric O comme Secrétaire d’État chargé du Numérique le 31 mars 2019, il rejoint son cabinet en tant que conseiller entreprises et technologies. Chargé du soutien aux startups, il y tisse son réseau d'entrepreneurs et de fonds de capital-risque.
En septembre 2020, il rejoint l'Élysée comme conseiller entreprises, services financiers, attractivité et export du président de la République, Emmanuel Macron. À ce titre, il est également conseiller du Premier Ministre, Jean Castex, sur le même périmètre,. Il travaille notamment sur les aides aux entreprises impactées par la covid-19, le plan de relance et le plan d'investissement France 2030,.
En juillet 2022, il retourne en banque d'affaires en intégrant la banque Lazard comme gérant où il est notamment responsable des entreprises technologiques,. Il y est rapidement reconnu comme un banquier star,.

## Engagement public
En août 2021, il publie le livre Les startups en France dans la collection Que sais-je ? qui présente de manière didactique et concise ce que sont les startups et leur écosystème, la French Tech,,.
Homme de l'ombre mais fin connaisseur de l'écosystème start-up selon plusieurs journaux, il est cité à plusieurs reprises pour le poste de Secrétaire d’État chargé du Numérique, ; c'est finalement Jean-Noël Barrot qui est nommé et devient ministre délégué à la Transition Numérique et aux Télécommunications.
Il milite pour Renaissance dans les Pyrénées-Orientales, où il a des attaches familiales,,. Il est nommé pilote pour les éléctions municipales de Perpignan en 2026 par le parti.

## Publications

### Livre
- Les startups en France, Presses universitaires de France, coll. « Que sais-je ? », n°4214, 2020  (ISBN 978-2-7154-0680-3)

### Rapports
- Financer la IVème révolution industrielle - Lever le verrou du financement des entreprises technologiques, rapport au Ministre de l'Economie et des Finances, juillet 2019
- Le capital numérique, Terra Nova, 27 octobre 2023

## Liens
- Notices d'autorité :   - VIAF
  - BnF (données)
  - IdRef
  - GND